# なにわの源蔵事件帳
『なにわの源蔵事件帳』（なにわのげんぞうじけんちょう）は、1981年10月14日から1982年4月7日までNHK総合テレビジョンで放送されたテレビドラマ。有明夏夫の小説『大浪花諸人往来』が原作。第2シリーズは『新・なにわの源蔵事件帳』のタイトルで、1983年11月2日から1984年3月28日までNHK総合テレビジョンで放送された。
明治時代の大阪を舞台にした「探偵もの」の一種であるが、内容に殺人事件が含まれない点に特徴がある。

## なにわの源蔵事件帳

### 登場人物
- 赤岩源蔵…この物語の主人公。天満朝日町の長屋に住む元目明し。現在は何の権限もないが、もと大坂東町奉行所同心であった厚木警部の部下として、腰に差した延べギセルを武器に事件の捜査に当たっている。その容貌から「海坊主の親方」というあだ名で呼ばれることも多い。原作では、源蔵が目明かしとして捕物に加わった際に、抵抗した犯人に左耳を切り落とされ、もともと髪が薄かったうえに維新後に断髪したあとは頭部の左側はまったく何もないのっぺらぼうになってしまったことからつけられたあだ名という設定である。ドラマではもちろん両耳がそろっている。妻とはすでに死別しており、残されたひとり娘の千賀を溺愛している。
- 駒千根…曽根崎新地の売れっ子芸者。源蔵とは同じ長屋で育った幼なじみ。
- 千賀…源蔵の娘。内緒で隆平との結婚を決めてしまったときは源蔵と一悶着あったが、基本的には仲のよい親子である。22話で妊娠が判明、次の最終回で臨月を迎える。
- イラチの安…源蔵の手下。捕物の時は捕縄を自在に操って活躍する。捕縛した犯人を地べたに引き据えて「このお方をどなたや思てんねん！海坊主の親方さんやぞ！」と一喝するのが、毎回の決めぜりふである。
- 大倉徳三…朝日町の呉服屋「まるよし」の三男。呉服屋の息子ではあるが、つねに最新モードの洋服で身を包んでいる。三男坊ゆえ実家では何もすることがなく、もっぱら地元紙「上方新聞」への投稿に情熱を燃やす。源蔵の活躍を題材にして投稿し採用された記事を、だしじゃこ屋に源蔵たちを集めて意気揚々と読みあげるのが毎回の物語の締めにもなっている。なお、原作では隠居と言う設定で、名前も「大倉徳兵衛」であったが、ドラマでは青年に変更されている。
- 谷口隆平…千賀の夫で、大手前の司薬所（セイミ）に勤める技師。度の強いメガネをかけ、垢抜けない服装の冴えない男であるが、化学者としての専門知識が事件解決の糸口になったこともある。
- だしじゃこ屋…源蔵行き付けの一膳飯屋のおやじ。名字は不明であるが、名前は「伊兵衛」（19話で判明）。浪花節が好きで、料理を作りながら唸っていることが多い。時には源蔵たちに聞かせようとするが、悪声のため敬遠されている。
- 糸…だしじゃこ屋の孫娘。上方新聞主催の大浪花別嬪番付という美人の番付に載るほどの美人であるが、お転婆なところがあり、源蔵の仕事を手伝おうとして勝手に尾行をした挙句、相手に捕まり、水責めの拷問をされて生死の境をさまよったこともある。
- 厚木寿一郎…もと大阪東町奉行所同心で、現在は梅田警察署の十等警部（22話で九等警部に出世する）。同心時代に捕物で足を斬られたため、右足を引きずるように歩いている。
- 剣持警部…厚木警部の同僚。厚木より先に九等警部に出世するなど有能な人物ではあるが、薩摩出身のため、源蔵や源蔵を使っている厚木に対し旧体制の遺物と見下した態度を取っている。
- 志津…源蔵の心のマドンナ。厚木の上司であり、源蔵も世話になった天満与力藤岡某の未亡人。現在は源蔵と同じ長屋に住み、針仕事の内職で生計を立てている。最終回、親戚が静岡でお茶の工場を始めるというのでその手伝いをするために大阪を去る。

### スタッフ
- 脚本：松田暢子、兵辺渉
- 音楽：田中克彦
- テーマ音楽演奏：サウスサイドジャズバンド (大阪のデキシーランドバンド)
- 制作：土居原作郎
- 演出：田中昭男、大森青児、松沢健、東海林通
- 製作：NHK大阪放送局

### 出演

#### レギュラー
- 赤岩源蔵…二代目 桂枝雀
- 駒千根…三林京子
- 千賀…藤山直美
- 志津…司葉子
- イラチの安…安部潮
- 厚木警部…加藤武
- 剣持警部…吉田輝雄
- 谷口隆平…小林稔侍
- 大倉徳三…草川祐馬
- だしじゃこ屋…広沢瓢右衛門
- 糸…松原千明

#### 準レギュラーおよびゲスト
- 三代目桂米朝：最終回ゲスト。
- 吉岡甚作…大村崑
- 佐川満男
- 幸助…國村隼（当時は本名の米村嘉洋で出演）：9・10話ゲスト。安の幼馴染で芝居の狂言作者（脚本家）を目指している。強盗の濡れ衣を着せられた孤児の少年を救うために源蔵の依頼を受けて、真犯人を罠にかけるためのシナリオを作成する。

ほか

### サブタイトル
- 第1回（1981年10月14日）：花火のなった時
- 第2回（1981年10月21日）：西郷はんの写真
- 第3回（1981年10月28日）：天神祭の夜
- 第4回（1981年11月4日）：狸はどこへ行った
- 第5回（1981年11月11日）：異人女の目
- 第6回（1981年11月18日）：大浪花葬礼事情
- 第7回（1981年11月25日）：印度からきた猿
- 第8回（1981年12月2日）：鯛を探せ
- 第9回（1981年12月9日）：召捕夢物語（前編）
- 第10回（1981年12月16日）：召捕夢物語（後編）
- 第11回（1982年1月6日）：新春初手柄
- 第12回（1982年1月20日）：灯台の光
- 第13回（1982年1月27日）：大浪花別嬪番付（前編）
- 第14回（1982年2月3日）：大浪花別嬪番付（後編）
- 第15回（1982年2月10日）：不知火の化粧まわし
- 第16回（1982年2月17日）：浪花富士の計画
- 第17回（1982年2月24日）：消えた土地
- 第18回（1982年3月3日）：桔梗は見ていた
- 第19回（1982年3月10日）：炎のかげに
- 第20回（1982年3月17日）：猫の災難
- 第21回（1982年3月24日）：闇の中の二人
- 第22回（1982年3月31日）：京街道を走る
- 第23回（1982年4月7日）：月へ旅する日

## 新・なにわの源蔵事件帳

### スタッフ
- 脚本：松田暢子[1]、大西信行[1]、鶉野昭彦[1]
- 音楽：奥村貢[1]
- 制作：前田純一郎[1]
- 演出：広瀬満[1]、大森青児[1]、松沢健[1]、中野芳夫[1]
- 製作：NHK大阪放送局

### 出演
- 赤岩源蔵…芦屋雁之助
- 駒千根…三林京子
- 千賀…藤山直美
- イラチの安…安部潮
- 隆平…小林稔侍
- だしじゃこ屋…三代目桂小文枝（後の五代目桂文枝）
- 糸…松原千明
- 新之丞…おりも政夫
- 厚木警部…加藤武
- 剣持警部…吉田輝雄
- 真弓田希世…大空真弓

ほか

### サブタイトル
- 第1回（1983年11月2日）：牛乳のすすめ
- 第2回（1983年11月9日）：人力車は往く
- 第3回（1983年11月16日）：蔵屋敷の怪事件
- 第4回（1983年11月30日）：船場の秋
- 第5回（1983年12月7日）：艶女衣裳競べ
- 第6回（1983年12月14日）：絵図面盗難事件
- 第7回（1984年1月11日）：石油のような男
- 第8回（1984年1月18日）：レースを編む男
- 第9回（1984年1月25日）：輸入薬のゆくえ
- 第10回（1984年2月1日）：エレキ恐るべし
- 第11回（1984年2月8日）：恋の鞘当て異聞
- 第12回（1984年2月22日）：善人の仮面
- 第13回（1984年2月29日）：夏を欺く男
- 第14回（1984年3月7日）：三人組の正体
- 第15回（1984年3月14日）：浪花女悲話
- 第16回（1984年3月21日）：脱獄囚はどこだ
- 第17回（1984年3月28日）：大浪花似顔活人形